# AL (automobile)
AL était une automobile française fabriquée par L'Energie Electro-Mécanique basée à Suresnes. En 1907, la société a fabriqué l'une des premières voitures hybrides enregistrées. C'était un véhicule combinant moteur à essence et moteur électrique, avec une puissance de 24 ch.